# تشيس كوفمان
تشيس كوفمان (بالإنجليزية: Chase Coffman)‏ هو لاعب كرة قدم أمريكية أمريكي، ولد في 10 نوفمبر 1986 في ليز ساميت في الولايات المتحدة.

## وصلات خارجية
- تشيس كوفمان على موقع مرجع كرة القدم المحترفة.كوم (الإنجليزية)